# Vexilla vexillum
Vexilla vexillum, tên tiếng Anh: vexillum rock shell, là một loài ốc biển, là động vật thân mềm chân bụng sống ở biển trong họ Muricidae, họ ốc gai.